# Jacques (canción)
«Jacques» es una canción de la cantautora sueca Tove Lo, en colaboración con el DJ británico Jax Jones, que fue lanzada como tercer sencillo de su cuarto disco de estudio, Sunshine Kitty, el 28 de agosto de 2019. Fue también promocionado como el primer sencillo de la edición deluxe del disco debut del propio Jones, Snacks, titulada Snacks (Supersize). Además de Jones y Lo, la canción fue coescrita con Mark Ralph y Uzoechi Emenike.
Fue confirmado como la segunda pista del álbum de Jones en julio, así como la séptima pista de Sunshine Kitty el 2 de agosto. El 26 de agosto, ambos artistas anunciaron en las redes sociales que la canción se lanzaría el 28 de agosto. El mismo día del estreno se subió al canal de YouTube de Jax Jones la pista.